# Frank Möller (Flüchtling)
Frank Möller (* 14. Juli 1946 in Ichtershausen; † 17. Februar 1971 in Geisa) war ein deutscher Rangierer und Zeitsoldat. Er stammte aus der DDR und überschritt die Grenzsperren an der innerdeutschen Grenze zwischen 1966 und 1970 dreimal erfolgreich – zweimal in ost-westlicher und einmal in west-östlicher Richtung. Beim vierten versuchten Grenzübertritt – diesmal in west-östlicher Richtung – wurde er von Grenzsoldaten erschossen, nachdem er das Feuer eröffnet hatte.

## Leben
Frank Möller begann nach acht Jahren Schulbesuch eine Ausbildung zum Bauklempner, die er aber nach einem Arbeitsunfall abbrach. Danach arbeitete er als Rangierer in Arnstadt. Bei seiner Einberufung verpflichtete er sich zum dreijährigen Dienst als Soldat auf Zeit bei den Grenztruppen der DDR. Im Juli 1966 flüchtete er im Bereich seiner Grenzkompanie in Geisa in die Bundesrepublik. Nach seiner Flucht lebte er in Kaufbeuren und fand dort eine ebenfalls aus der DDR stammende Freundin.
Gemeinsam kehrten sie im Februar 1967, über die Grenzanlagen kletternd, in die DDR zurück. Als er sich bei den dortigen Behörden meldete, wurde er verhaftet und in das Gefängnis Berlin-Hohenschönhausen gebracht. Das MfS ging davon aus, dass der 20-Jährige Möller vom BND als Agent angeworben worden war, um in der DDR Spionage zu betreiben. Nach zwei Monaten Verhör gestand er, dass er vom Bundesnachrichtendienst angeworben worden und in dessen Auftrag in die DDR zurückgekehrt sei, um dort Propaganda für den Westen zu betreiben und einen schriftlichen Bericht zu übermitteln. Vom Militärobergericht Berlin wurde er wegen Fahnenflucht, Geheimnisverrats und Agententätigkeit zu fünf Jahren Haft verurteilt. In der Haft unterschrieb er eine Verpflichtungserklärung als inoffizieller Mitarbeiter des Ministeriums für Staatssicherheit.
Im Jahr 1969 wurde er vorzeitig aus der Haft entlassen und arbeitete wieder als Rangierer auf dem Bahnhof Arnstadt. Er wurde von der Staatssicherheit überwacht und öfters vorgeladen. Im April 1970 flüchtete er mit seiner neuen Verlobten, einer Arbeitskollegin, erneut in die Bundesrepublik.
Am 17. Februar 1971 versuchte er wiederum, die innerdeutsche Grenze in Richtung DDR zu überqueren. Nach Anruf durch zwei Grenzposten eröffnete er das Feuer aus einer Kleinkaliberpistole. Die Posten schossen zurück und trafen ihn zweimal schwer. Frank Möller wurde in das Krankenhaus Geisa gebracht, wo er am selben Abend starb. Einer der beiden Grenzer, die auf ihn schossen, war Wolfgang Graner. Graner wurde drei Monate später selbst bei einem Fluchtversuch erschossen.
Möllers Tod wird in einer Reihe von Übersichten über Grenztote aufgeführt, darunter im Salzgitter-Report (1991) und bei Volker Koop (1996). Zum 55. Jahrestag des Mauerbaus veröffentlichte die Süddeutsche Zeitung einen Artikel über zwölf beispielhafte Fälle von Toten an der Grenze, darunter Wolfgang Schumann, Benito Corghi, Michael Gartenschläger, Jürgen Fuchs, Kurt Lichtenstein, Klaus Seifert, und eben Frank Möller.